# RQ-2 Pioneer

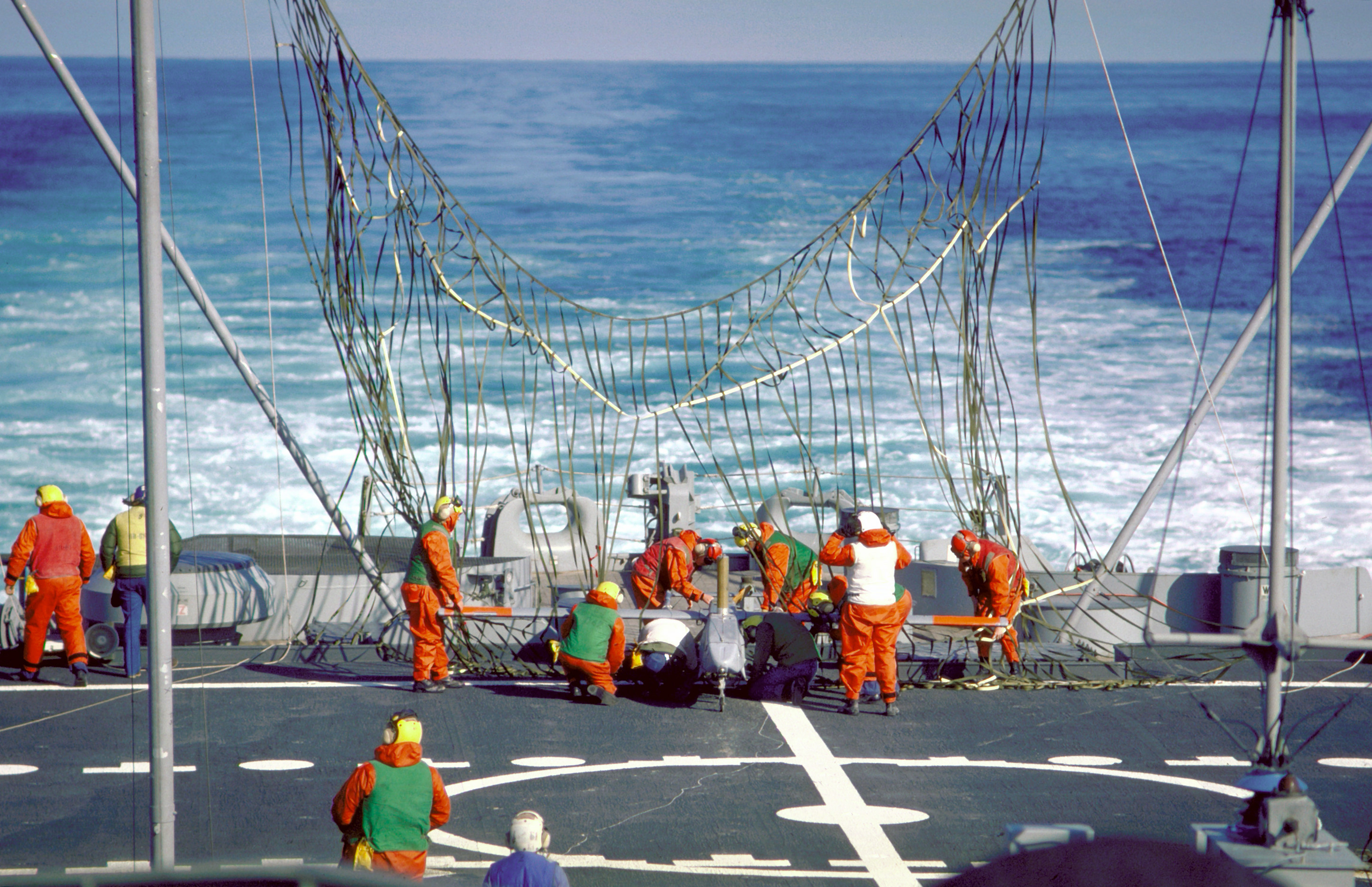
Een RQ-2 Pioneer aan boord van de USS Iowa.

De RQ-2 Pioneer is een onbemand vliegtuigje (UAV), ontwikkeld door AAI Corporation in samenwerking met Israel Aircraft Industries. De RQ-2 heeft sinds 1986 dienstgedaan bij de United States Navy, US Marines en de US Army, zowel op het land als vanaf schepen. Hij was oorspronkelijk bedoeld als spotter voor de kanonnen van slagschepen, maar missie veranderde al gauw in verkenning en observatie, voornamelijk voor amfibische troepen. Hij wordt gelanceerd door middel van een raket (op een schip), door middel van een katapult of vanaf een startbaan op land, en wordt weer opgevangen in een net op het schip, of op zijn eigen wielen op het land, nadat het een missie heeft gevlogen van 5 uur, met een lading van 150 kilo. Sinds 1991 heeft de Pioneer verkenningsmissies gevlogen tijdens conflicten in de Perzische Golf, Bosnië, Kosovo en Irak.
Internationaal zijn de Pioneers het bekendst door hun rol tijdens de Golfoorlog van 1991, toen een Pioneer Iraakse troepen op Faykala Island observeerde terwijl ze zich overgaven nadat hun stellingen onder vuur waren genomen door een Amerikaans oorlogsschip.
Binnen het Amerikaanse Ministerie van Defensie wordt de letter "R" gebruikt voor vliegtuigen voor verkenning (reconnaissance) en de Q voor onbemande vliegtuigen. De "2" betekent dat het de tweede serie van onbemande verkenningsvliegtuigen betreft.

## Specificaties
- Bemanning: geen
- Capaciteit:
- Lengte: 4,27 m
- Spanwijdte: 5,15 m
- Hoogte: 1,01 m
- Vleugeloppervlak:
- Leeggewicht:
- Beladen gewicht:
- Max takeoff gewicht: 204 kg
- Max snelheid: 203 km/h
- Bereik:
- Plafond: 4.600 m
- Motoren: Sachs tweetakt boxer, 20 kW (27 pk)